# Japanische Mozart-Gesellschaft
Die Japanische Mozart-Gesellschaft (jap. 日本モーツァルト協会, Nihon Mōtsaruto Kyōkai, engl. Japan Mozart Society) ist eine am 27. Januar 1955 gegründete Non-Profit-Organisation zur Pflege des Werkes von Wolfgang Amadeus Mozart mit Sitz im Stadtbezirk Shibuya in der Präfektur Tokio. Gegenwärtiger Vorsitzender ist seit 2010 der Komponist Shigeaki Saegusa (* 1942). Die Ziele der Gesellschaft werden durch demokratische Wahl der stimmberechtigten Mitglieder bei der Generalversammlung beschlossen.
Die japanische Mozart-Gesellschaft hat zur Aufgabe, das Erbe des Werkes Mozarts sowohl praktisch wie wissenschaftlich durch Konzerte wie Vortragsveranstaltungen und internationalen Austausch zu fördern. Ordentliches Mitglied kann jede interessierte Einzelperson ab dem 10. Lebensjahr werden. Den Mitgliedsnummern wird in Anlehnung an das Köchelverzeichnis der Buchstabe K vorangestellt; ab dem 626. Mitglied ersatzweise auch der Buchstabe T.

## Ehemalige Vorsitzende
- Horiuchi Keizō (1897–1963)
- Saka Keisei (1902–1994)
- Ebisawa Bin (* 1933)